# Miodrag Vlahović
Miodrag Vlahović (Đakovica, 15. novembar 1961) crnogorski je političar i bivši diplomata. Vršio je funkciju ministra spoljnih poslova od 29. jula 2004. do 10. novembra 2006. godine, ambasadora Crne Gore u Vašingtonu i ambasadora Crne Gore pri Svetoj stolici u Vatikanu i Suverenom malteškom redu od 2017. do 2021.
Protiv Vlahovića se vodi nekoliko disciplinskih postupaka zbog neadekvatnog ponašanja, objavljivanja internih dokumenata i nepostupanja po instrukcijama Ministarstva vanjskih poslova Crne Gore.